# Tegenaria dia
Tegenaria dia är en spindelart som beskrevs av Wilhelm Dönitz och Embrik Strand 1906. Tegenaria dia ingår i släktet husspindlar, och familjen trattspindlar. Inga underarter finns listade i Catalogue of Life.